# Stade Cahill
Le stade Cahill était un aréna à Summerside (Île-du-Prince-Édouard, Canada), construit pour le hockey sur glace et était le domicile de l'équipe de hockey des Western Capitals de Summerside, qui gagnèrent la coupe de la Banque royale dans l'édifice en 1997.

## Histoire
En mars 2007, l'édifice fut remplacé par le nouveau stade de Consolidated Credit Union Place, un édifice dispendieux et plus grand contenant une patinoire et des gradins contenant 4,000 sièges. 
Même si l'édifice a disparu, les résidents de Summerside se rappellent. Les Western Capitals de Summerside furent l'hôte de la coupe de la Banque royale au stade Cahill en 1997, ne gagnant qu'une partie dans la ronde préliminaire avant de revenir de l'arrière avec une victoire en prolongation et ensuite, battre les Eagles de Surrey par un pointage de 4-3 devant presque 4,000 spectateurs, alors que la capacité du stade était de seulement 1,200.
Dans la dernière partie jouée dans le stade, 1,322 spectateurs virent les Western Capitals gagnés contre les Abbies de Charlottetown 7 à 3. 
Le stade Cahill avait aussi des allées de quilles et un deuxième édifice appelé l'aréna Steele.